# Challenge Julius-Baer
Le Challenge Julius-Baer (renommé Vulcain Trophy en 2011 puis D35 Trophy en 2015) est un championnat de voile qui a lieu tous les ans sur le lac Léman. Il se dispute sur les catamarans monotypes, Décision 35.
La première édition a eu lieu en 2004 avec le nom de Challenge Ferrier Lullin. C'est une course en monotype, c'est-à-dire que tous les concurrents naviguent avec le même type de bateau. Ce sont des catamarans de 35 pieds (un peu plus de 10m), fabriqués en Suisse au Chantier Décision à Corsier-sur-Vevey. Le Chantier Décision est le constructeur des bateaux d'Alinghi vainqueur de la Coupe de l'America 2003 et 2007.

## Palmarès
| Année | Skipper                       | Voilier                             |
| ----- | ----------------------------- | ----------------------------------- |
| 2019  |                               |                                     |
| 2018  |                               | Alinghi                             |
| 2017  |                               | Alinghi                             |
| 2016  |                               | Ladycat powered by Spindrift Racing |
| 2015  |                               | team Tilt                           |
| 2014  |                               | Alinghi                             |
| 2013  |                               | Alinghi                             |
|       | Jérôme Clerc                  | Realteam                            |
| 2011, | Michel Desjoyeaux             | Foncia                              |
| 2010, | Pascal Bidégorry              | Banque Populaire                    |
| 2009  | Ernesto Bertarelli            | Alinghi                             |
| 2008  | Ernesto Bertarelli            | Alinghi                             |
| 2007  | Ernesto Bertarelli            | Alinghi                             |
| 2006  | Nicolas Grange / Loïck Peyron | Okalys-Corum                        |
| 2005  | Nicolas Grange / Loïck Peyron | Okalys-Corum                        |
| 2004  | Etienne David                 | Zebra 5                             |